# 超人力霸王USA
《超人力霸王USA》（日语：ウルトラマンUSA）是由圓谷製作與汉纳巴伯拉动画合作，於1987年所製作的的動畫電影。於同年10月首次作為電視電影在紐約PYX電視台播出。
在日本，其日語配音版於1989年4月28日在影院上映。

## 概要
本作品敘述了三位來自M78星雲的超人力霸王戰士，為了追蹤從索金行星爆炸所產生的怪獸而來到地球，並與美國空軍的特技表演隊「Flying Angels」合作，成為「超級武裝隊」，在地球各地對抗降臨的怪獸。
這是自1979年《The Ultraman》播出10年以來，圓谷製作首次製作的動畫作品。在《超人力霸王80》播放完畢後的1982年，由於特攝電視劇系列進入了休止期。此時，圓谷製作所成立了在美國展開超人力霸王系列的企劃部門「ULTRA COM」，旨在製作一部名叫《超人力霸王：Hero from the stars》（ULTRAMAN Hero from the stars）的電影版劇本。然而，考慮到宣傳和製作預算等因素，圓谷公司的社長提出了先製作高成本的動畫作品，而不是實景特攝作品的方案，隨後該提議則被採納。並於1987年首次製作為電視試播版。
如果獲得好評，還計劃推出電視劇和實景特攝作品，但實際上在票房上表現不佳，因此未能實現系列化（但在當時的兒童節目中獲得了第三高的收視率）。此後，圓谷後續於海外製作《超人力霸王葛雷》（1990年）和《超人力霸王帕瓦德》（1993年）等實景特攝作品。
在《超人力霸王》系列中，本作是首次出現了以團隊活動為設定的超人力霸王角色，作品主角是美軍飛行部隊「飛翔天使（Flying Angels）」隊的飛行員：查克、史考特和貝絲，他們可以變身成三名超人力霸王。在變身時，超級武裝隊並不使用特別的道具，採用單純以意識形式變身。由於美國市場的考量，採用由個性鮮明的隊員組成的英雄團隊這一元素是符合當時英雄動畫的常規，因此，本劇採用了許多之前的超人力霸王系列中沒有嘗試過的創新，例如出現和男性超人力霸王一起戰鬥的「女超人力霸王」、親吻場面和主角的戀愛故事等，圓谷皐曾表示：「我將本次的超人力霸王設定為由三名男女組成的隊伍，但在日本這樣有熱情的粉絲團體，這種設定可能會遭遇抵觸」。此外，最初由漢納巴伯拉動畫方面提供的設計中，超人力霸王們實質是穿著斗篷。據說這是因為在美國，「能夠在天空中飛行而不戴斗篷的英雄」這一概念並不被理解。後在日美之間進行多次協商後，終於確定了最終設計稿。
在2009年的電影《大怪獸格鬥 超銀河傳說 THE MOVIE》中，雖然一開始並沒有出現在劇情中，但是由於工作人員的意願是「如果不影響設定的話就要出現」，因此超人力霸王USA三人組則以宇宙警備隊的成員的姿態客串登場於該電影。
雨宮慶太是參與本作的怪獸設計師之一，他因為參加了之前企劃過的實相寺昭雄導演的電影「超異象之謎 怪獸協奏曲」中怪獸設計的公開徵集而被起用。
對於日本國內的發行，《USA》並不是由慣常製作劇場版《超人力霸王》的松竹公司負責，而是由東寶公司負責發行。在美國，它於1987年10月12日首次在全國範圍內播放，並在當時的兒童電視節目中獲得了第三高的收視率。

## 故事大綱
來自M78星云阿爾塔拉星，共為二男一女的三人小隊，為了追擊來到地球的怪獸行星索金而來到了地球，並意外與美軍飛行部隊「Flying Angels」的3位飛官一體化，共同追擊索金怪獸的下落，及迎戰降臨世界各處的外星怪獸，並維護世界的和平。

## 登場人物

### 超級武裝隊（ウルトラフォース）
由神秘的老人沃爾特·弗里曼（Walter Freeman）組成的組織。總部位於喬治亞國際高爾夫俱樂部的地下室，在拉什莫爾山設有機庫機庫。
史考特·馬斯特森 （'）
配音：古谷徹（日本）、麥克·蘭布克（美國）
本作主角，超人力霸王史考特的人間體，25歲。超級武裝隊的一員，原先是美國空軍的飛行員「Flying Angels」三人組，大尉。
他在飛行表演時與從M78星雲降臨的三人小隊相撞並發生意外。幸運的是，他被其中一位超人力霸王救下，但在此過程中融合，成為了一位擁有超能力的超人戰士，可以在危機時刻通過念力變身為超人力霸王與敵人戰鬥。在調查期間，他被暫停了職務，後在弗里曼的招募下，他成為了超級武裝隊的成員。
他的個性開朗、充滿年輕活力，喜歡開玩笑和插科打諢。此外，他還暗戀地外生命研究機構的蘇珊·蘭德博士。在擊敗最後一隻怪獸之後，他被允許留在地球後，持續為保護世界和平而戰鬥。他也和蘇珊再續前緣。
查克·加文 （Chuck Gavin）
配音：小川真司（日本）、查德·艾弗瑞特（美國）
本作主角，超人力霸王查克的人間體，35歲。超級武裝隊的一員，充當團隊的領導人角色，原先是美國空軍的飛行員「Flying Angels」三人組，大尉。
他在飛行表演時與從M78星雲降臨的三人小隊相撞並發生意外。幸運的是，他被其中一位超人力霸王救下，但在此過程中融合，成為了一位擁有超能力的超人戰士，可以在危機時刻通過念力變身為超人力霸王與敵人戰鬥。在調查期間，他被暫停了職務，後在弗里曼的招募下，他成為了超級武裝隊的成員。
性格沉著，在貝絲與古林修克斯陷入苦戰時，能夠冷靜分析怪獸的弱點。在擊敗最後一隻怪獸後間回歸地球，並繼續為了保護世界和平而戰鬥。
貝絲·奧布萊恩（Beth O'Brien）
配音：鶴弘美（日本）、阿德里安娜·巴碧悠（美國）
本作主角，女超人力霸王貝絲的人間體，26歲。超級武裝隊的一員，原先是美國空軍的飛行員「Flying Angels」三人組，中尉。
她在飛行表演時與從M78星雲降臨的三人小隊相撞並發生意外。幸運的是，她被其中一位女超人力霸王救下，但在此過程中融合，成為了一位擁有超能力的超人戰士，可以在危機時刻通過念力變身為超人力霸王與敵人戰鬥。在調查期間，他被暫停了職務，後在弗里曼的招募下，他成為了超級武裝隊的成員。
她的性格堅強不失溫柔，時常調侃冒失的史考特，假日時會去上舞蹈課，在本作結局擊敗最後一隻怪獸之後回歸地球，並繼續為了保護世界和平而戰鬥。
 蘇珊·蘭德（Dr. Susan Rand）
配音：吉田理保子（日本）、洛娜·帕特森（美國）
一名FER天體生物學實驗室的博士，24歲。在18歲時就已經大學畢業，並擁有醫學博士學位的天才科學家，在意外中結識了史考特和超級武裝隊，並透過目睹超人力霸王們與怪獸戰鬥，間接得知他們的真相真實身份。
後來，她愛上了史考特，並在最終與邁拉王之戰中，使用可以抵消生物的腦波並使神經麻痺的「神經乾擾儀」為三人小隊提供了支持，在結局後與史考特交往。
 沃爾特·弗里曼
配音：宮内幸平（日本）、老史戴西·奇屈（美國）
一位60多歲的神秘老人。通常在高爾夫球場擔任果嶺管理員。超級武裝隊的部隊司令。
利西斯、山姆森、安迪
配音： 田之中勇、大竹宏、山田恭子（日本）、威廉·卡拉維、羅尼·謝爾、查理·艾德勒（美國）
超級武裝隊的協助角色，團隊總稱「機器三人組USA（ロボトリオUSA）」，是採用它們的英文首字來串組命名。

## 本作登場的超人力霸王

### 超人力霸王USA
他們是系列作中首次以3人小隊登場的超人力霸王，變身的方式跟超人力霸王傑克一樣不使用特殊道具，當他們遇到危機的時候便會依照自身的意識進行變身。跟其他的超人力霸王一樣，円谷也有幫USA三人組製作了專屬的皮套讓他們可以在舞台登場。
目前也能夠在寫實版的新世纪奥特曼传说、新世纪2003奥特曼传说 奥特之王银禧、大怪獣バトル ウルトラ銀河伝説 THE MOVIE這3部作品中，看到USA三人組以光之國宇宙警備隊員的身份與其他的超人力霸王戰士一起共演。

#### 超人力霸王史考特
來自M78星雲·阿爾塔拉星的超人力霸王戰士。與搭檔查克、貝絲一起追擊怪獸行星來到了地球。是該片登場的三名戰士中實力最強的超人力霸王，總是第一個去對付敵人。
正片中與史考特、察克一同追擊怪獸行星來到了地球，遭遇到正在進行飛行表演的美國空軍“飛翔天使”三人組，意外導致其戰機失控墜毀，與其中的史考特·馬斯特森一心同體，隨後三人被沃爾特·弗里曼召集加入「超級武裝隊」秘密保護地球。史考特在舊金山參加了他的第一場對抗狂暴的加魯巴拉德的戰鬥，幫助怪獸祖恩找到新的星球生活。
結局為了防止之後再出現怪獸，與查克、貝絲留在了地球，後則回到M78星雲。
- 人間體：史考特·馬斯特森
- 身高：82公尺（可微型化）[10][11]
- 体重：64000噸
- 年龄：12000岁
- 飞行速度：24馬赫
- 行走速度：8馬赫
- 水中速度：3馬赫
- 腕：21萬噸

#### 超人力霸王查克
來自M78星雲·阿爾塔拉星的超人力霸王戰士。與搭檔史考特、貝絲一起追擊怪獸行星來到了地球。在三人中最沉著應戰的，也是三人小隊的領導者。
正片中與史考特、察克一同追擊怪獸行星來到了地球，遭遇到正在進行飛行表演的美國空軍“飛翔天使”三人組，意外導致其戰機失控墜毀，與其中的察克·加文一心同體，隨後三人被沃爾特·弗里曼召集加入「超級武裝隊」秘密保護地球，曾救下了被地球防衛軍攻擊的怪獸祖恩，幫其尋找到新的星球居住
結局為了防止之後再出現怪獸，與史考特、貝絲留在了地球，後則回到M78星雲。
- 人間體：察克·加文
- 身高：79公尺[10][11]
- 体重：68000噸
- 年龄：14000岁
- 飞行速度：22馬赫
- 行走速度：6馬赫
- 水中速度：2馬赫
- 腕：22萬噸

#### 女超人力霸王貝絲
來自M78星雲·阿爾塔拉星的超人力霸王戰士。與搭檔史考特、察克一起追擊怪獸行星來到了地球。是平成時代第一位女性超人力霸王，也是歷代中第一位女超人力霸王戰士。
正片中與史考特、察克一同追擊怪獸行星來到了地球，遭遇到正在進行飛行表演的美國空軍“飛翔天使”三人組，意外導致其戰機失控墜毀，與其中的貝斯·奧布萊恩一心同體，隨後三人被沃爾特·弗里曼召集加入「超級武裝隊」秘密保護地球，頸部有項鍊飾物，擅長操縱液體物質(海水)進行攻擊。曾在海上用超級水柱擊敗了能夠不斷再生的植物型怪獸古林修克斯。幫助祖恩找到新星球居住。
結局為了防止之後再出現怪獸，與史考特、察克留在了地球，後則回到M78星雲。
- 人間體：貝絲·奧布萊恩
- 身高：76公尺[10][11]
- 体重：54000噸
- 年龄：10000岁
- 飞行速度：23馬赫
- 行走速度：7馬赫
- 水中速度：2.5馬赫
- 腕：18萬噸

#### 三人在其他作品的登場
《新世紀超人力霸王傳說》（2002年）
《新世紀2003超人力霸王傳說  THE KING'S JUBILEE》（2003年）
《大怪獸格鬥_超銀河傳說_THE_MOVIE》（2009年）
- 網路劇集

《《超級銀河格鬥：命運的衝突》（2022年）
《超人力霸王雷古洛斯：最初任務》（2023年）

## 製作團隊
- 導演：日下部光雄（日语：日下部光雄）
- 脚本：約翰·艾瑞克·塞華德 (John Eric Seward)
- 角色設計：飯村一夫（日语：飯村一夫）
- 英雄設計：吉田等
- 機械設計：佐藤智彦
- 怪物設計：雨宮慶太（日语：雨宮慶太）、村山寛貢、杉浦千里
- 美術監督：古谷彰（日语：古谷彰）
- 色彩：若井喜治、小針裕子
- 作画監督：飯村一夫、鶴山修、工藤柾輝、羽原信義（日语：羽原信義）
- 分鏡版：奥田誠治（日语：奥田誠治_(アニメーション演出家)）、長尾粛、日下部光雄、大庭寿太郎
- 監督助手：根岸弘、大庭壽太郎
- 攝影導演：森田俊昭
- 剪輯：正木直幸
- 音響導演：松浦典良（日语：松浦典良）
- 日本語版演出：松川陸
- 音響効果：スワラプロダクション
- 現像：東京現像所
- 音樂：川邊真（日语：川邊真）（以風戶慎介名義）
- 音楽製作人：木村英俊

#### 汉纳巴伯拉动画團隊
- 創意製作人：傑夫·西格（Jeff Siegal），凱利·沃德（Kelly Ward）
- 主管：雷·帕特森（Ray Patterson）
- 生產主管：三村健
- 創意設計：高本岩雄
- 關鍵人物設計：Floro Delhi
- 關鍵背景主管：Al Goor
- 編輯主管：拉里·科恩（Larry Cowan）
- 配音導演：戈登·亨特（Gordon Hunte）
- 演員：安德里亞·羅馬諾（Andrea Romano）
- 執行製片人：簡·巴貝拉（Jane Barbera）

#### 其他
- 執行協調員：宇川清隆
- 副製片人：玉川静
- 執行製片人：圓谷皐（日语：円谷皐）、威廉·汉纳、約瑟·巴貝拉
- 製作人：尾崎正善（スタジオ・ザイン）、江藤直行（圓谷製作）
- 協力：スタジオ・ザイン、PRODUCTION REED 、龍プロダクション
- 製作提携：圓谷製作、漢納巴伯拉動畫、講談社、日本古倫美亞、萬代
- 製作：圓谷製作

## 主題曲
- 「時の中を走りぬけて」

作詞：阿久悠 / 作曲：都倉俊一 / 編曲：風戸慎介 / 歌：石原慎一 / 伴聲：Koorogi '73

## 另見
- The_Ultraman

## 外部連結
- ウルトラマンＵＳＡ - 日本电影数据库
- 互联网电影数据库（IMDb）上《超人力霸王USA》的资料（英文）